# Ouzo
Ouzo (ούζο) je žgana pijača z aromo janeža. 25. oktobra 2006 je Evropska unija priznala Grčiji pravico do zaščite imena in s tem priznala Ouzo kot grško nacionalno pijačo.
Pijača se lahko pije sama ali pomešana z vodo. Čisti ouzo je prozoren, pomešan z vodo pa postane bel kot mleko. 